# Myrocongridae
Los mirocóngridos (Myrocongridae) son una familia de peces teleósteos del orden Anguilliformes que incluye un solo género, Myroconger, distribuido por aguas profundas del Atlántico y Pacífico.
Su nombre procede del griego myros (macho de la anguila) + del latín conger (congrio).
Hasta hace poco solo se conocía un único ejemplar de esta familia capturado en el siglo XIX en el Atlántico, pero durante el siglo XX los submarinos de aguas profundas han identificado muchos más individuos y los han clasificado en cinco especies.

## Especies
Existen 5 especies agrupadas en este género-familia:
- Familia Myrocongridae:
  - Género Myroconger:
    - Myroconger compressus (Günther, 1870) - especie del ejemplar tipo.
    - Myroconger gracilis (Castle, 1991)
    - Myroconger nigrodentatus (Castle y Bearez, 1995)
    - Myroconger prolixus (Castle y Bearez, 1995)
    - Myroconger seychellensis (Karmovskaya, 2006)